# Sven Beckert
Sven Beckert est professeur Laird Bell d'histoire américaine à l'Université Harvard, où il enseigne l'histoire des États-Unis au XIXe siècle et l'histoire mondiale.

## Biographie
Il étudie l'histoire, l'économie et les sciences politiques à l'Université de Hambourg, en Allemagne, puis obtient un doctorat en histoire de l'Université Columbia.
En 2003, Beckert travaille à l'Université de Constance en tant que chercheur Humboldt,. Il est membre du Conseil américain des sociétés savantes en 2008. Il est membre de l'Institut d'études avancées de Fribourg et membre de la New York Public Library. Il est boursier Guggenheim.
Il est l'auteur de Empire of Cotton: A Global History (2014), qui remporte le prix Bancroft en 2015 et est finaliste pour le prix Pulitzer d'histoire en 2015. Le New York Times le qualifie de "l'un des dix meilleurs livres de 2015".

## Publications
- Sven Beckert, Empire of Cotton: A Global History, Knopf Doubleday Publishing Group, 2014 (ISBN 978-0-385-35325-0, lire en ligne) online
- Sven Beckert, The Monied Metropolis: New York City and the Consolidation of the American Bourgeoisie, 1850–1896, Cambridge University Press, 2001 (ISBN 978-0-521-52410-0, lire en ligne) online